# Tupolev ANT-1
Tupolev ANT-1 byl sovětský jednomotorový jednoplošník, na němž se poprvé zkoušela možnost používat pro konstrukci letounu lehkou slitinu na bázi hliníku, i když prozatím stále převládaly dřevěné prvky. První vzlet letounu se uskutečnil 20. října 1923. Poté se konaly další zkušební lety, ovšem stroj byl později pro poruchu motoru odstaven a dále se nepoužíval.

## Technické údaje
- Osádka: 1
- Rozpětí: 7,2 m
- Délka: 5,4 m
- Výška: 1,7 m
- Nosná plocha: 10 m²
- Hmotnost prázdného stroje: 360 kg
- Pohonná jednotka: 1× motor Anzani
- Maximální rychlost: 125 km/h
- Dostup: 600 m
- Dolet: 400 km